# 耶稣的心理健康
历史中的耶稣其心理健康是否良好这一问题，曾得到许多历史学家、心理学家、哲学家和作家的探索，历史上首先对耶稣的精神状态提出质疑的是法国心理学家，巴黎主任医师及《耶稣的疯狂》作者夏尔·比纳-桑格雷。他的觀點有些人支持，也有些人反對。